# Fundulopanchax gardneri lacustris
Fundulopanchax gardneri lacustris är en underart till Fundulopanchax gardneri. Det är en ca 6 centimeter lång äggläggande tandkarp som lever endemiskt i Kamerun. Den odlas även världen över som akvariefisk.

## Etymologi
Släktnamnet Fundulopanchax är sammansatt av namnen på två andra släkten äggläggande tandkarpar, Fundulus och Panchax, vilka man tidigare felaktigt trodde var nära besläktade med varandra.
Etymologin bakom artnamnet gardneri är som följer. Den förste att vetenskapligt beskriva arten var den belgisk-brittiske auktorn George Albert Boulenger. Beskrivningen skedde 1911 och baserades på tre exemplar han hade erhållit av kapten R. D. Gardner, som infångat dem i närheten av staden Okwoga i södra Nigeria, och arten fick namnet gardneri för att hedra insamlaren. Boulenger stavade dock hans namn Gard'ner, med apostrof, och i äldre litteratur kan arten kan därför återfinnas under detta namn.
Underartsepitetet lacustris är nylatin med betydelsen "tillhörande en sjö". Det har sin rot i det latinska ordet lacus, "en sjö".